# 奥德·伦贝格
奥德·伦贝格（挪威語：Odd Lundberg，1917年10月3日—1983年3月7日），挪威男子速度滑冰运动员。他曾代表挪威参加1948年冬季奥林匹克运动会速度滑冰比赛，获得一枚银牌和一枚铜牌。